# Тониссен, Жан-Жозеф
Жан-Жозеф Тониссен (фр. Jean-Joseph Thonissen, нидерл.  Jan Jozef Thonissen; 21 января 1817, Хасселт, Лимбург, Бельгия — 17 августа 1891, Лёвен) — бельгийский юрист, политический и государственный деятель, экономист. Профессор права в Католическом университете Лёвена, министр бельгийского правительства.

## Биография
Изучал право в Льежском университете, позже — в Париже. Вернувшись на родину, работал в магистратуре и администрации провинции, занимался юридической работой по уголовному праву.
В 1839 году был одним из основателей журнала «Journal du Limbourg».
Позже назначен профессором уголовного права в Католическом университете Лёвена.
С 1863 года — член палаты представителей Бельгии, в 1884—1887 гг. — министр внутренних дел и народного просвещения. Государственный министр.
Сторонник социалистических идей, о которых написал несколько работ (включая историю социализма с древности до 1852 года).
Автор исторических работ, многочисленных политических и правовых статей. В планах Ж. Тониссена был обширный план описания истории уголовного права, но выполнил он лишь его часть. Первая часть, достигшая значительных успехов, касалась Брахманической Индии, Древнего Египта и Иудеи и содержала «Уголовный кодекс Пятикнижия»
Он опубликовал также работу по уголовному праву Афинской Республики, считая, что римский период достаточно известен, он занялся франкским период, который он не смог закончить. Эти работы стали его главным трудом.
Выступал за отмену смертной казни, что вызвало его популярность в Бельгии. Хотя он не отвергал казнь как абсолютно незаконную, считал её бесполезной в социальном отношении.

## Избранные сочинения
- «La constitution belge annotée» (3 изд., 1879),
- «Le socialisme et les promesses» (1850),
- «Le socialisme dans le passé» (1851),
- «Le socialisme depuis l’antiquité jusqu’ à la constitution française du 14 janvier 1852» (1852),
- «La Belgique sous le règne de Leopold I» (1855—1858),
- «Vie du comte Félix de Merode» (1861),
- «Dé la prétendue nécessité de la peine de mort» (1864),
- «Etudes sur l’histoire da droit criminel des peuples anciens» (1869),
- «Mélanges d’histoire, de droit et d’économie politique» (1873),
- «Le droit pénal de la république athénienne» (1876),
- «L’organisation judiciaire, le droit pénal et la procédure pénale de la loi salique» (2 изд., 1882).